# Cochlidium proctorii
Cochlidium proctorii är en stensöteväxtart som först beskrevs av Edwin Bingham Copeland, och fick sitt nu gällande namn av Luther Earl Bishop. Cochlidium proctorii ingår i släktet Cochlidium och familjen Polypodiaceae. Inga underarter finns listade.